# Distonía focal
La distonía focal, también llamada distonía focal específica de la tarea, es un trastorno del movimiento que afecta a un músculo o grupo de músculos en una parte específica del cuerpo (de ahí el término «focal»), causando una contracción o retorcimiento muscular indeseado. La distonía focal puede afectar músculos de los ojos, boca, cuerdas vocales, cuello, manos y pies. 

## Tipos
Algunos tipos de distonía focal incluyen:
- Blefaroespasmo — Afecta los ojos
- Cervical (tortícolis espasmódica) — Afecta el cuello y hombros
- Oromandibular (distonía craneal) — Afecta la cara, boca, y o mandíbula
- Laríngea (disfonía espasmódica) — Afecta las cuerdas vocales
- De la mano (calambre del escribiente) — Afecta las manos y el antebrazo
- Del músico — Afecta cualquier parte del cuerpo que impida al músico la correcta ejecución de su instrumento

## Tratamiento
En cuanto a la distonía focal del músico, los doctores Raoul Tubiana y Peter C. Amadio realizaron una extensa investigación sobre los problemas médicos de los músicos instrumentistas, incluyendo la distonía focal, y lograron recuperar a numerosos músicos de esta condición. Afirman en su libro que la misma no es incurable y que «el desesperanzador maleficio que dice 'ninguna modalidad de tratamiento ha probado ser efectivo' es ahora obsoleto».
- Medicamentos. Se ha encontrado utilidad en varias clases de drogas que pueden ayudar a corregir desequilibrios en los neurotransmisores. Pero la respuesta a las drogas varía entre los diversos pacientes y hasta en la misma persona con el pasar del tiempo. A menudo, la terapia más eficaz es individualizada, en la cual los médicos prescriben varios tipos de drogas en diversas dosis para tratar los síntomas y producir pocos efectos secundarios.

- La toxina botulinica. Botox Muy pequeñas cantidades de esta conocida toxina se pueden inyectar en los músculos afectados para proporcionar el alivio temporal de distonías focales. La toxina detiene los espasmos musculares, bloqueando la liberación del neurotransmisor excitatorio acetilcolina. El efecto dura varios meses antes de que sea necesario repetir las inyecciones.

- La Cirugía. La cirugía se puede recomendar a algunos pacientes cuando los medicamentos no son eficaces o sus efectos secundarios son demasiado severos. Realizar cortes o retirar quirúrgicamente los nervios de los músculos afectados ha ayudado a tratar ciertas distonías focales, incluyendo el blefaroespasmo, la disfonía espasmódica y la tortícolis. Las desventajas de estas operaciones, sin embargo, es que son de breve duración. También conllevan el riesgo de desfiguración, pueden ser imprevisibles y son irreversibles.

- La fisioterapia, el manejo del estrés y las técnicas de biorretroalimentación también podrían ayudar a individuos que padecen de ciertas formas de distonía. Algunos músicos usan guantes para poder sobrellevar esta limitación.

Recientes estudios experimentales sugieren la posibilidad de inducir plasticidad neuronal mediante el entrenamiento senso-motor propuesto por Nancy Byl [cita requerida] o mediante la estimulación propioceptiva inductiva propuesta por Joaquin Farias, haciendo posible la recuperación funcional perdida debido a la distonía focal.